# Елизавета Брауншвейг-Вольфенбюттельская (1593—1650)
Елизавета Брауншвейг-Вольфенбюттельская (нем. Elisabeth von Braunschweig-Wolfenbüttel; 23 июня 1593, Вольфенбюттель — 25 марта 1650, Альтенбург) — принцесса Брауншвейг-Вольфенбюттельская, в замужестве герцогиня Саксен-Альтенбургская.

## Биография
Елизавета — дочь герцога Генриха Юлиуса Брауншвейг-Вольфенбюттельского и его второй супруги Елизаветы Датской, старшей дочери короля Дании Фредерика II.
В первый раз Елизавета вышла замуж 1 января 1612 года в Дрездене за герцога Августа Саксонского, управителя Наумбургского епископства, который внезапно умер через три года брака в возрасте 26 лет. Свадьба со вторым супругом герцогом Иоганном Филиппом Саксен-Альтенбургским состоялась 25 октября 1618 года. Елизавета была похоронена в братской церкви в Альтенбурге.

## Потомки
Во втором браке у Елизаветы родилась дочь:
- Елизавета София (1619—1680), замужем за герцогом Эрнстом Саксен-Гота-Альтенбургским (1601—1675)